# Tropheus annectens
Espèce
Statut de conservation UICN

 LC : Préoccupation mineure
Tropheus annectens est une espèce de poissons de la famille des Cichlidés endémique du lac Tanganyika en Afrique.